# Iguape virus
Il virus Iguape (IGUV)  è un arbovirus della famiglia dei Flavivirus, genere flavivirus, appartiene al IV gruppo dei virus a ((+) ssRNA).
Il virus IGUV appartiene al gruppo di virus di Aroa.
Il virus è stato isolato per la prima volta in topi nella contea di Iguape nello stato di San Paolo, in Brasile nel 1979. Sembrano essere serbatoi gli uccelli selvatici insieme a roditori e marsupiali.